# Kicking Mule Records
Kicking Mule Records was een onafhankelijk Amerikaans platenlabel, dat old-time, countryblues en bluegrass uitbracht. Het label werd in 1971 in Berkeley opgericht door Stefan Grossman en Eugene "ED" Denson, tevens oprichter van Takoma Records. In de jaren erna spande het label zich in om de fingerpicking-gitaarstijl te populariseren. In de jaren tachtig verliet Grossman het label en leidde Denson het daarna alleen. Denson ging toen ook platen van dulcimer-spelers uitbrengen. Begin jaren negentig kocht Fantasy Records Kicking Mule en Takoma van Denson en begon deze onderneming verschillende lp's op cd uit te brengen. In 2004 werden alle labels van Fantasy gekocht door Concord Records, tegenwoordig de Concord Music Group. De releases van beide labels worden tegenwoordigd verzorgd door Ace Records. 
Musici die op het label uitkwamen waren onder meer Grossman, Happy Traum, Duck Baker, John Renbourn, Davey Graham, Woody Mann, Peter Finger, Rev. Gary Davis, Michael Bloomfield, Dave Van Ronk, Charlie Musselwhite en Mickey Baker. 